# فانيا ميشرا
فانيا ميشرا ملكة جمال ومهندسة وسيدة أعمال هندية توجت بمسابقة فيمينا ميس إنديا وورد في عام 2012.

## روابط خارجية
- Vanya Mishra على تويتر.
- Vanya Mishra   على فيسبوك.